# CFNY-FM
CFNY-FM (102.1 The Edge) ist ein privater Hörfunksender aus Toronto, Ontario, Kanada. Der Alternative Rock Sender wird von Corus Entertainment betrieben. Der Sender sendet mit einer Leistung von 35,4 kW vom CN Tower aus und versorgt die Greater Toronto Area. Daneben wird das Programm auch ins Internet und in das digitale Kabelnetz mehrerer Kabelnetzbetreiber eingespeist. 
Die Senderstudios befinden sich in der Innenstadt von Toronto an der Corus Quay.

## Moderationen und Shows
(Alle Moderationszeiten in UTC-5:00)
Hauptshows
- Diamond & Dye (wochentags 5:30 – 10:00 Uhr)
- Fred & Mel (wochentags 14:00 – 19:00 Uhr)
- Adam (wochentags 19:00 – 24:00 Uhr)
- Josie's Top 20 (samstags ab 10:00 Uhr; sonntags ab 17:00 Uhr)
- Spirit of Radio Sunday (sonntags 11:00 – 17:00 Uhr)

Variierende Nebenshows
- Liz (Moderation wochentags bei keiner anstehenden Hauptshow)
- Lana (Moderation wochentags bei keiner anstehenden Hauptshow)
- Edge Music (Füllprogramm für unmoderierte Shows; beispielsweise ab 24:00 – 5:30 Uhr wochentags)